# ماریا سمپل
ماریا سمپل (انگلیسی: Maria Semple؛ زادهٔ ۲۱ مهٔ ۱۹۶۴) تهیه‌کننده تلویزیونی، television writer and novelist اهل ایالات متحده آمریکا است. وی از سال ۱۹۹۲ میلادی تاکنون مشغول فعالیت بوده‌است.